# Ziegenküppel (Stölzinger Gebirge)
Der Ziegenküppel ist ein 445,4 m ü. NHN hoher Berg des Stölzinger Gebirges im Osthessischen Bergland. Er liegt bei Rechtebach im hessischen Werra-Meißner-Kreis. Auf dem Berg steht der Aussichtsturm Ziegenküppel.
Der Berg ist nicht zu verwechseln mit dem 4,7 km (Luftlinie) nördlich gelegenen Ziegenküppel im Stolzhäuser Rücken westlich von Waldkappel.

## Geographie

### Lage
Der Ziegenküppel erhebt sich im Nordostteil von Nordhessen im Fulda-Werra-Bergland, einem Teil des Osthessischen Berglands, und im Geo-Naturpark Frau-Holle-Land (Werratal.Meißner.Kaufunger Wald). Sein Gipfel liegt 4 km südsüdwestlich der Kernstadt von Waldkappel, zu dessen Stadtgebiet er gehört und 6,5 km nordwestlich jener von Sontra. Die Waldkappeler Ortsteile Eltmannsee, Gehau, Schemmern, Burghofen, Friemen und Rechtebach sowie die Sontraer Ortsteile Thurnhosbach und Diemerode verteilen sich rund um den Berg.
Bis auf die Südostflanke des Ziegenküppels reichen Teile des Fauna-Flora-Habitat-Gebiets Werra- und Wehretal (FFH-Nr. 4825-302; 244,8191 km²).
Westsüdwestlich des Ziegenküppels entspringt der Goldbach als südöstlicher Zufluss des Schemmerbachs, in den auch der östlich des Bergs quellende und nach Norden fließende Rechtebach fließt. Südlich des Bergs verläuft der Hosbach, der im nahen Stadthosbach nach Norden abknickt und in die Wehre mündet.
Über den Gipfel des Berges verläuft der Premiumwanderweg Waldkappeler Berge P17. An dem Wanderweg, rund 200 Meter südöstlich des Aussichtsturms, liegt Knots Keller, eine knapp drei Meter breite und rund zwei Meter hohe Spaltenhöhle in einem Dolomitrücken.

### Naturräumliche Zuordnung
Der Ziegenküppel gehört in der naturräumlichen Haupteinheitengruppe Osthessisches Bergland (Nr. 35), in der Haupteinheit Fulda-Werra-Bergland (357) und in der Untereinheit Sontra-Bergland (mit Schlierbachswald) (357.9) zum Naturraum Hosbach-Sontra-Bergland (357.90). Seine Landschaft fällt nach Süden und Westen in das Sontraer Land (357.31) ab, nach Nordwesten und Norden leitet sie in den Schemmerbachgrund (357.32) über – zwei Naturräume der Untereinheit Sontraer Hügelland (357.3).

## Aussichtsturm

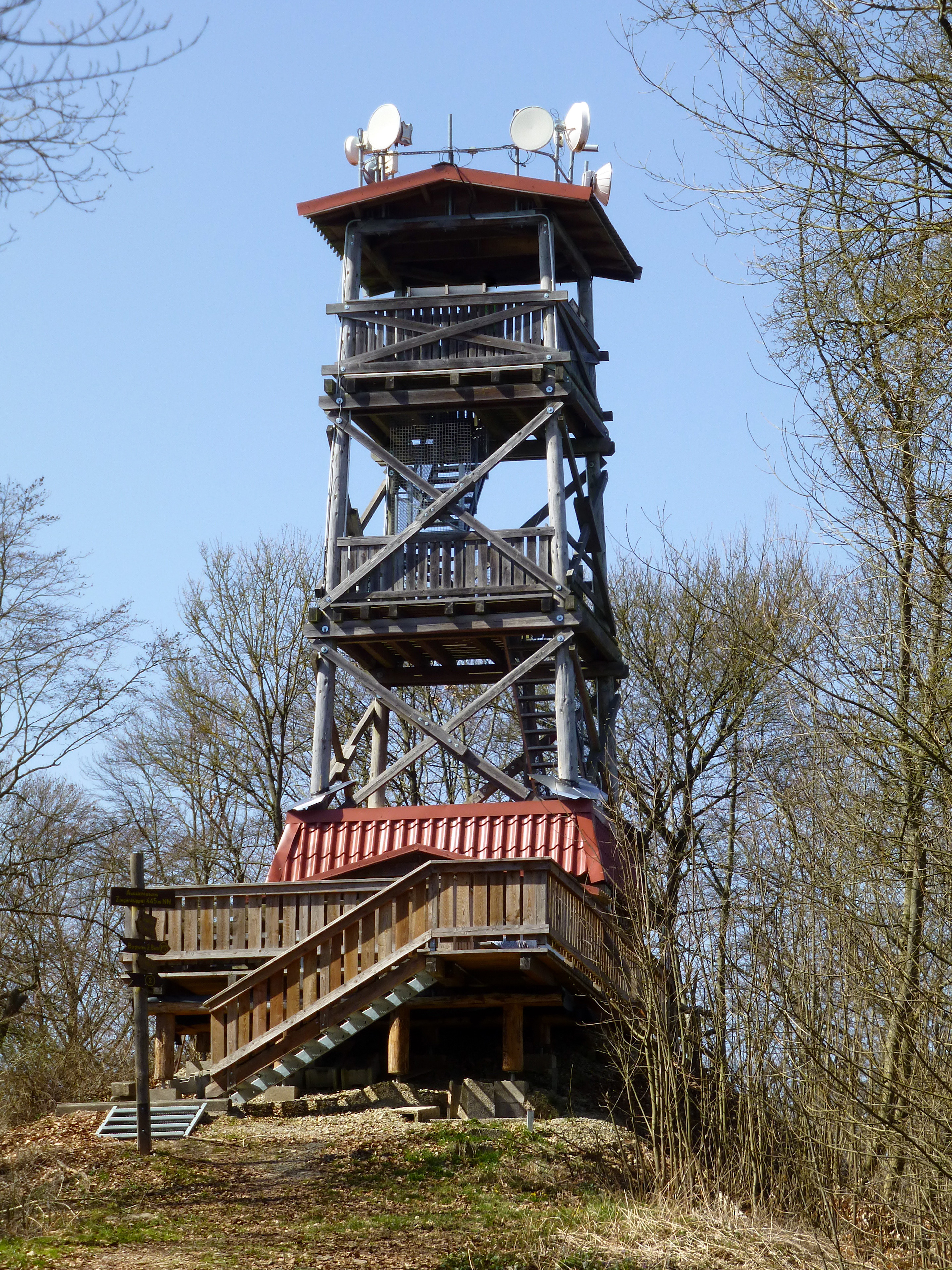
Aussichtsturm mit angebauter Holzterrasse

Auf dem Gipfel des bewaldeten Ziegenküppels wurde erstmals im Jahr 1965 von Mitgliedern des Heimat- und Verkehrsverein Burghofen ein hölzerner Aussichtsturm errichtet, der 2006 wegen Baufälligkeit abgerissen wurde.
Seit August 2009 wurde dort ein 13 m hoher Holzturm von Firmen und Bürgern aus Burghofen und Umgebung erbaut. Der Rohbau war am 1. September 2009 fertig. Im Frühjahr 2010 wurde seine Aussichtsplattform mit einem Dach versehen. Der Zugang auf den Turm erfolgt von der Nordwestseite. Über eine außen angebrachte Metalltreppe gelangt man über 15 Stufen erst auf die Dachfläche der im Turm befindlichen Hütte und von dort über zwei weitere Metalltreppen mit 16 und 17 Stufen auf die 10 m hoch liegende Plattform, die mit einer Webcam versehen ist und an deren Brüstung breite Orientierungstafeln angebracht sind. Im Erdgeschoss des Turms wurde eine geschlossene Schutzhütte, die Burghöfer Hütte, mit Tisch und Bänken und Platz für etwa 20 bis 25 Personen eingerichtet. 2016 wurde an der Südwestseite des Turms eine Holzterrasse angebaut, die bis zu 50 weiteren Personen Platz bietet. Auf dem Turmdach befinden sich Antennen für die Anbindung der umliegenden Dörfer mit Internet.
Vom Turm fällt der Blick zum Beispiel in das Stölzinger Gebirge, zum höchsten Berg dieses Gebirges, dem Eisberg (583 m), zum Hirschberg (643,4 m) im Kaufunger Wald und zum Bergmassiv Hoher Meißner (753,6 m). Zudem reicht der Blick unter anderem bis zum Großen Inselsberg im Thüringer Wald und zur Wartburg in Thüringen.